# Milan Antolković
Milan Antolković (Zagabria, 27 settembre 1915 – 27 giugno 2007) è stato un allenatore di calcio e calciatore jugoslavo.

## Palmarès

### Giocatore

#### Competizioni nazionali
- Campionato jugoslavo: 2

Građanski Zagabria: 1936-1937, 1939-1940
- Campionato croato: 1

Građanski Zagabria: 1941

### Allenatore

#### Competizioni nazionali
- Coppa di Jugoslavia: 2

Dinamo Zagabria: 1960, 1963
- 2. Savezna liga: 1

Osijek: 1972-1973 (girone nord)